# خط عرض 68° جنوب
خط عرض 68° جنوب هي إحدى دوائر العرض الجغرافية، وهي دوائر وهمية تحيط بالكرة الأرضية، وموازية لخط الاستواء، وتتميز هذه الدائرة بأن الأراضي الواقعة عليها تنتمي للمنطقة القطبية.

## حول العالم
خط عرض 68° جنوب يبدأ من خط الزوال الأولي ويتجه شرقا ويمر عبر:
| الإحداثيات                           | البلد أو الإقليم أو البحر | ملاحظات |
| ------------------------------------ | ------------------------- | --- |
| 68°0′S 0°0′E / 68.000°S 0.000°E      | المحيط الجنوبي            | |
| 68°0′S 44°3′E / 68.000°S 44.050°E    | القارة القطبية الجنوبية   | أرض الملكة مود, المطالب الإقليمية بالقارة القطبية الجنوبية by النرويج · الإقليم الأسترالي في القارة القطبية الجنوبية, المطالب الإقليمية بالقارة القطبية الجنوبية by أستراليا                                                                                                 |
| 68°0′S 69°51′E / 68.000°S 69.850°E   | المحيط الجنوبي            | |
| 68°0′S 80°5′E / 68.000°S 80.083°E    | القارة القطبية الجنوبية   | الإقليم الأسترالي في القارة القطبية الجنوبية, المطالب الإقليمية بالقارة القطبية الجنوبية by أستراليا · أرض أديلي, المطالب الإقليمية بالقارة القطبية الجنوبية by فرنسا · الإقليم الأسترالي في القارة القطبية الجنوبية, المطالب الإقليمية بالقارة القطبية الجنوبية by أستراليا |
| 68°0′S 148°31′E / 68.000°S 148.517°E | المحيط الجنوبي            | |
| 68°0′S 67°13′W / 68.000°S 67.217°W   | القارة القطبية الجنوبية   | شبه الجزيرة القطبية الجنوبية, المطالب الإقليمية بالقارة القطبية الجنوبية by الأرجنتين, تشيلي و المملكة المتحدة |
| 68°0′S 60°6′W / 68.000°S 60.100°W    | المحيط الجنوبي            | بحر ودل |